# جكراندة أورينوكوية
جكراندة أورينوكوية (الاسم العلمي:Jacaranda orinocensis) هي نوع من النباتات يتبع جنس الجكراندة من الفصيلة البنيونية.